# Francine Van Assche
Francine Germaine Cornelia Van Assche (Gent, 9 juni 1947) is een voormalige Belgische atlete, die gespecialiseerd was in de sprint. Zij veroverde op twee verschillende onderdelen vier Belgische titels.

## Biografie
Van Assche veroverde in 1970 en 1971 twee opeenvolgende Belgische titels op de 100 en de 200 m .
Van Assche evenaarde in 1970 met 11,9 s het Belgisch record van Rosika Verberckt en Lieve Ducatteeuw op de 100 m, om het later dat jaar te verbeteren tot 11,8 s. Ze verbeterde dat jaar ook het Belgisch record op de 200 m tot 24,3 s, Een record dat ze het jaar nadien verbeterde tot 24,1 s. In 1970 verbeterde ze ook het Belgisch record op de 400 m van 55,9 s. In 1971 bracht ze het in zes verbeteringen naar 53,8 s.
Met deze 53,8 s was Van Assche de eerste Belgische vrouw die er in slaagde om in de atletiek aan een olympisch minimum te voldoen.
Van Assche was aangesloten bij Vlierzele Sportief. Ze trouwde met atleet René Bervoets.

## Belgische kampioenschappen
| Onderdeel | Jaar       |
| --------- | ---------- |
| 100 m     | 1970, 1971 |
| 200 m     | 1970, 1971 |

## Persoonlijke records
| Onderdeel | Prestatie      | Datum             | Plaats       |
| --------- | -------------- | ----------------- | ------------ |
| 100 m     | 11,8 s (ex-NR) | 7 juli 1970       | Blankenberge |
| 200 m     | 24,1 s (ex-NR) | 11 juli 1971      | Parijs       |
| 400 m     | 53,8 s (ex-NR) | 19 september 1971 | Boekarest    |

## Palmares

### 100 m
- 1970:  BK AC – 12,1 s
- 1971:  BK AC – 12,0 s

### 200 m
- 1970:  BK AC – 24,6 s
- 1971:  BK AC – 24,1 s

## Onderscheidingen
- 1970: Grote Feminaprijs van de KBAB